# Livezile (Timiș)
Livezile (in ungherese Tolvád, in tedesco Tolwad o Tolwedin) è un comune della Romania di 1619 abitanti, ubicato nel distretto di Timiș, nella regione storica del Banato. 
Il comune è formato dall'unione di 2 villaggi: Dolaț e Livezile.
Livezile è stato comune autonomo fino al 1972, quando venne unito al comune di Banloc; ha nuovamente assunto autonomia amministrativa nel 2006.